# Saint-Sulpice, Oise
Saint-Sulpice är en kommun i departementet Oise i regionen Hauts-de-France i norra Frankrike. Kommunen ligger i kantonen Noailles som tillhör arrondissementet Beauvais. År 2022 hade Saint-Sulpice 1 066 invånare.

## Befolkningsutveckling
Antalet invånare i kommunen Saint-Sulpice
| Referens: INSEE |